# Staffan Olsson
Pour les articles homonymes, voir Olsson.
Ne doit pas être confondu avec Mats Olsson, handballeur suédois jouant au poste de gardien et Stefan Olsson, joueur de tennis suédois.
Staffan Olsson, né le 26 mars 1964 à Uppsala, est un ancien joueur suédois de handball. Il est désormais entraîneur. Cadre de l'équipe nationale de Suède, il est notamment quadruple Champion d'Europe, double Champion du monde, mais n'a jamais remporté l'or olympique, s'inclinant en finale par quatre fois (dont une fois en tant qu'entraineur).

## Biographie

### Joueur de club
Staffan Olsson a commencé sa carrière en Skånela SI à 10 ans. Il y évolue jusqu'à 14 ans avant de rejoindre le HK Cliff. En 1989, il tente une première expérience en Allemagne au TV Hüttenberg qui dure deux ans avant de revenir une saison au HK Cliff. En 1992, il retrouve l'Allemagne et le TV Niederwürzbach avec lequel il est vice-champion d'Allemagne en 1993 et 1995 et remporte la Coupe d'Europe des Villes en 1995.
En 1996, à 32 ans, il prend la direction du THW Kiel où, sous la houlette de Zvonimir Serdarušić et aux côtés de son compatriote Magnus Wislander, il participe activement à la montée en puissance du club sur la scène nationale (4 titres de Champion d'Allemagne et 3 Coupes d'Allemagne entre 1998 et 2002) et internationale (2 Coupes de l'EHF en 1998 et 2002 et la finale de la Ligue des champions en 2000.
Hormis une petite incartade dans le club espagnol d'Ademar León entre avril et juin 2004, il retourne en Suède en 2003 au club d'Hammarby IF en tant que joueur puis, à compter de 2005, en tant qu'entraîneur.

### Joueur en équipe nationale
Staffan Olsson connait sa première sélection en 1986 puis fait partie des cadres de l'équipe nationale de Suède qui a dominé le handball international dans les années 1990. Jusqu'en 2002, il est sélectionné à 358 reprises et marque 855 buts. 
Dirigés d'une main de maître par Bengt Johansson, les Suédois et Olsson remportent le titre de champion du monde en 1990. Ce titre mondial sera renouvelé 9 ans plus tard en Égypte et complété par une médaille d'argent (1997) et deux de bronze (1993 et 1995). En 2001, Olsson ne remporte pas de seconde médaille d'argent, n'ayant pas souhaité participer à la compétition. À titre individuel, Olsson est élu à deux reprises meilleur arrière droit de la compétition, en 1997 et 1999.
Sur la scène européenne, les Suédois ont la mainmise sur la compétition créée en 1994 avec 4 titres sur les 5 premières éditions, seule l'Euro 1996 leur échappant avec une 4e place.
À contrario, le plus grand échec de cette génération dorée reste les Jeux olympiques puisque les Suédois se sont inclinés à trois reprises en finale : en 1992 à Barcelone, en 1996 à Atlanta et en 2000 à Sydney.
Parmi les buts sans doute les plus célèbres de Olsson, il y a son égalisation contre l'Allemagne dans les dernières secondes de la finale du Championnat d'Europe 2002 disputé en Suède, permettant d'aller en prolongations avec, à la clé, une victoire de la Suède.

### Entraîneur
Staffan Olsson en 2005, est devenu entraîneur d'Hammarby IF avec lequel il remporte trois titres de Champion de Suède en 2006, 2007 et 2008. 
En 2008, Staffan Olsson retrouve Ola Lindgren comme co-entraîneur de l'équipe nationale de Suède, à la suite d'Ingemar Linnell. Pendant les trois premières années, il a travaillé en parallèle aussi comme entraîneur de Hammarby IF, puis se consacre pleinement à la sélection suédoise à partir de l'année 2011. Aux Jeux olympiques de 2012 à Londres, il s'incline pour la 4e fois en finale, même si cette défaite est moins difficile à digérer dans la mesure où cette médaille d'argent est une belle performance pour une équipe de Suède nettement moins dominatrice.
Le 23 septembre 2015, Staffan Olsson signe avec le Paris Saint-Germain Handball en tant qu'entraîneur adjoint,. Tout en continuant d'être co-sélectionneur de la équipe nationale de Suède pendant sa première année de contrat, il assiste Noka Serdarušić, entraîneur du club depuis le début de la saison et surtout l'ancien entraîneur d'Olsson lors de son passage au THW Kiel entre 1996 et 2003. Le duo n'est pas reconduit au terme de la saison 2017-2018

## Parcours de joueur

### Palmarès en club
Compétitions internationales
- Finaliste de la Ligue des champions (C1) en 2000
- Vainqueur de la Coupe de l'EHF (C3) (2) : 1998 et 2002
- Vainqueur de la Coupe des Villes (C4) (1) : 1995
- Vainqueur de la Supercoupe d'Europe (1) : 1998

Compétitions nationales
- Vainqueur du Champion d'Allemagne (4) 1998, 1999, 2000, 2002 (avec THW Kiel)
  - Vice-champion d'Allemagne en 1993 et 1995 (avec Niederwürzbach)
- Vainqueur de la Coupe d'Allemagne (3) : 1998, 1999, 2000

### Palmarès en sélection nationale
Jeux olympiques
- 5e place des Jeux olympiques de 1988 à Séoul,  Corée du Sud
- Médaille d'argent des Jeux olympiques de 1992 à Barcelone,  Espagne
- Médaille d'argent des Jeux olympiques de 1996 à Atlanta,  États-Unis
- Médaille d'argent des Jeux olympiques de 2000 à Sydney,  Australie

Championnats du monde
- Médaille d'or Championnat du monde 1990,  Tchécoslovaquie
- Médaille de bronze du Championnat du monde 1993,  Suède
- Médaille de bronze du Championnat du monde 1995,  Islande
- Médaille d'argent du Championnat du monde 1997,  Japon
- Médaille d'or Championnat du monde 1999,  Égypte
- Médaille d'argent du Championnat du monde 2001,  France

Championnats d'Europe
- Médaille d'or Championnat d'Europe 1994 ,  Portugal
- 4e du Championnat d'Europe 1996,  Espagne
- Médaille d'or Championnat d'Europe 1998,  Italie
- Médaille d'or Championnat d'Europe 2000,  Croatie
- Médaille d'or Championnat d'Europe 2002,  Suède

Autres
- Médaille d'or à la Supercoupe des nations en 1993 (de)
- Médaille d'or à la Coupe intercontinentale 2000

### Distinctions personnelles
- Élu meilleur arrière droit au Championnat du monde 1997
- Élu meilleur arrière droit au Championnat du monde 1999
- Sélectionné dans l'équipe de la Bundesliga 1999-2000, 2000-01 et 2001-02

## Carrière d'entraîneur

### Palmarès en club
Compétitions internationales
- Finaliste de la Ligue des champions (1) : 2017
  - Troisième en 2016, 2018

Compétitions nationales
- Champion de Suède (3) : 2006, 2007, 2008
- Championnat de France (3) : 2016, 2017 et 2018
- Coupe de France (1) :  2018
- Coupe de la Ligue (2) : 2017, 2018

### Palmarès en sélection nationale
- 4e place au championnat du monde 2011 avec la Suède
- Médaille d'argent des Jeux olympiques de 2012 à Londres

## Galerie

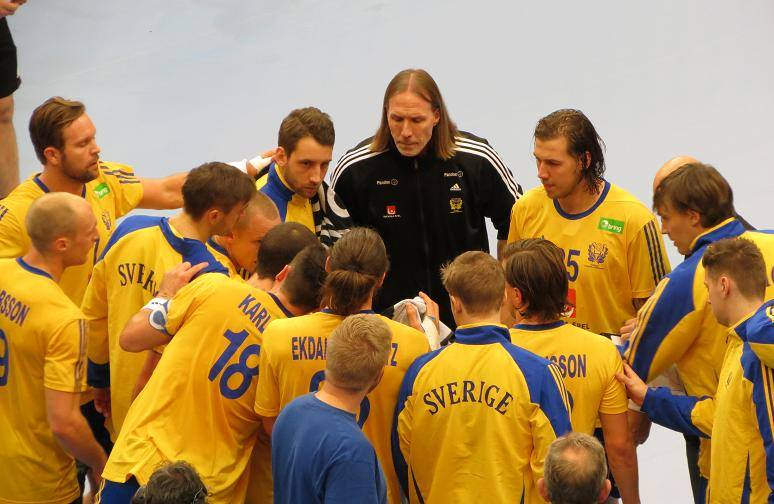
Avec l'équipe de Suède en 2011
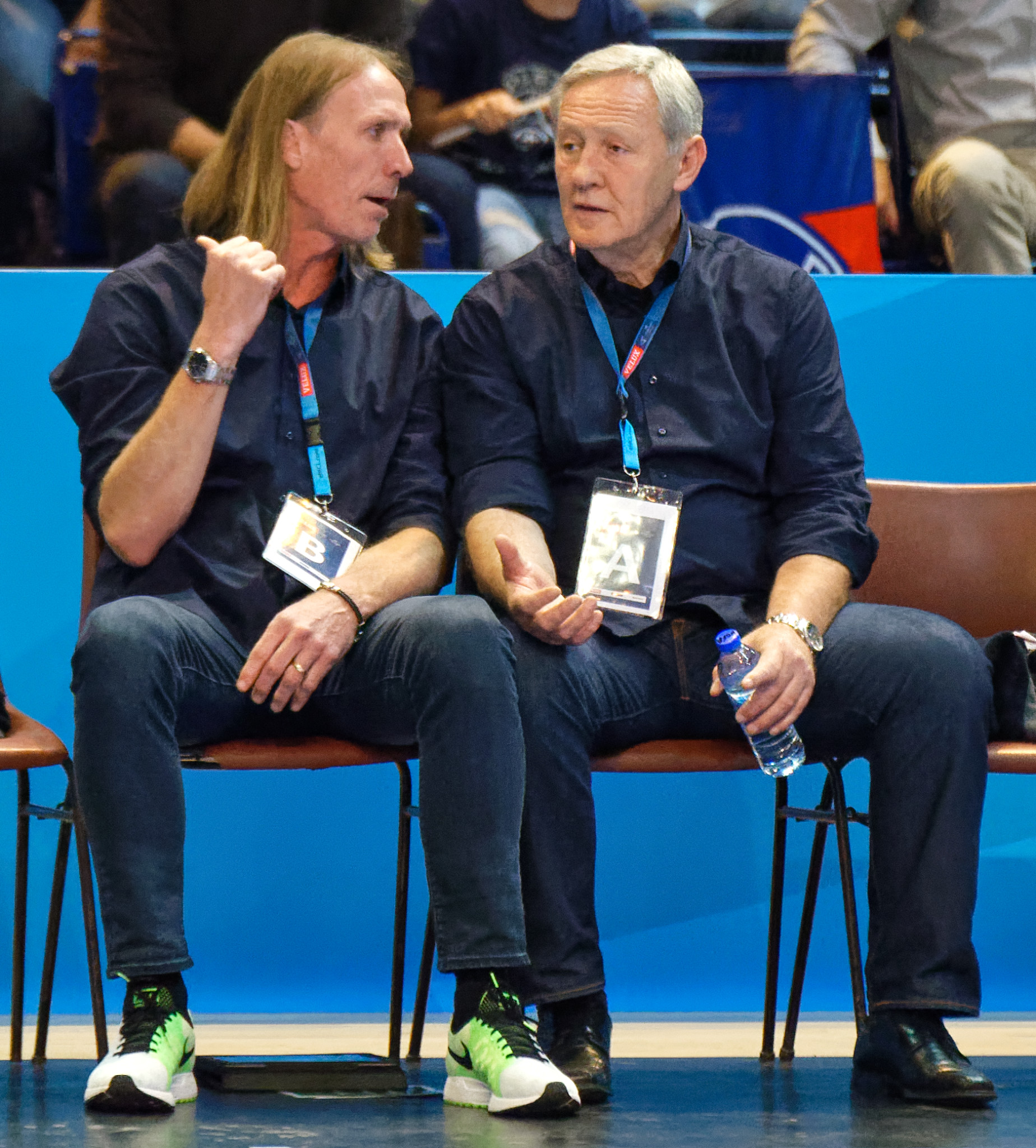
Avec Serdarušić en 2015
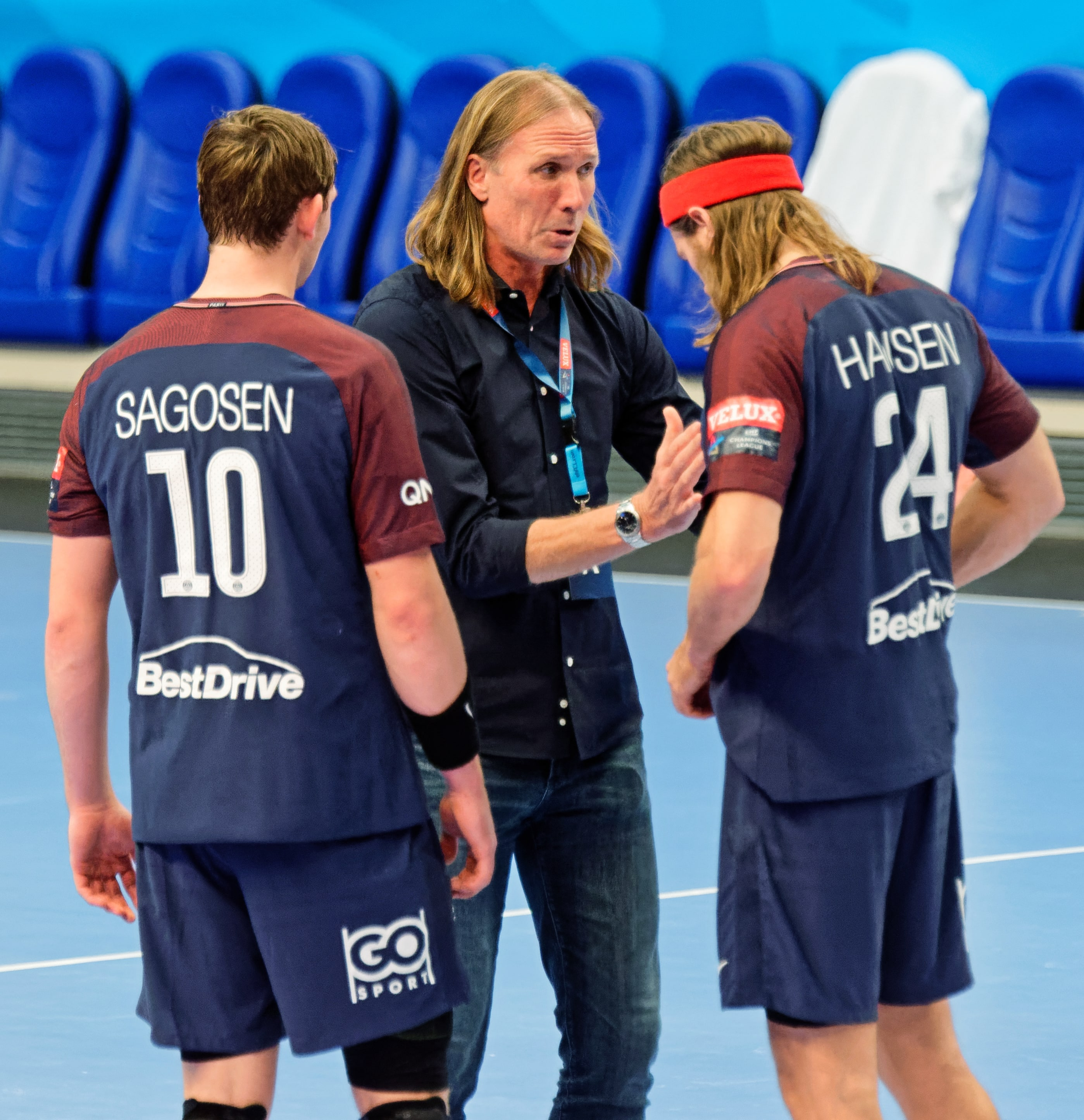
Avec le PSG en 2017
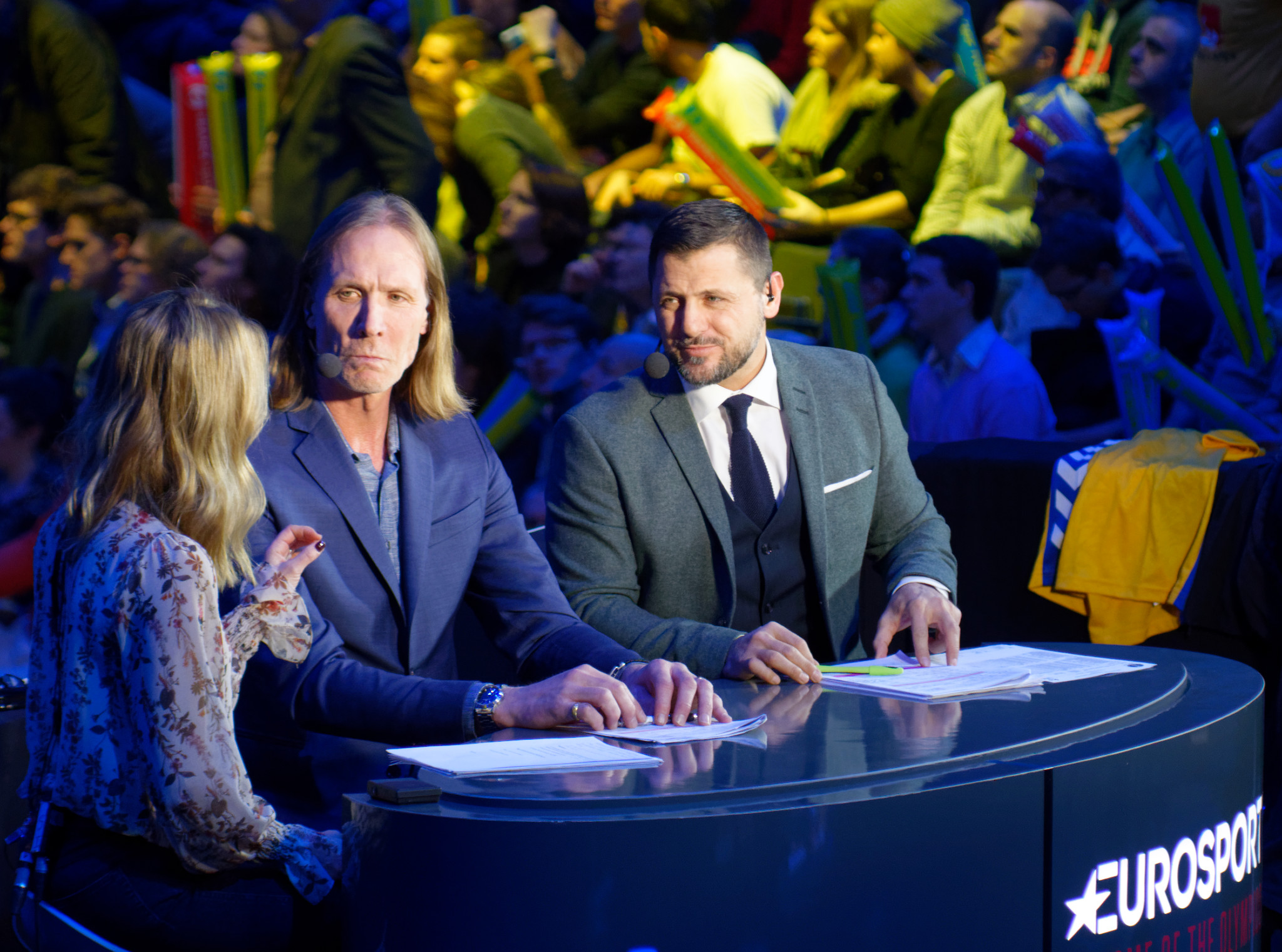
Consultant pour la télévision suédoise en 2017.